# Saint Joseph (parish i Barbados)
Saint Joseph är en parish i Barbados. Den ligger i den centrala delen av landet. Antalet invånare är 7 764. Arean är 26,0 kvadratkilometer. 
Terrängen i Saint Joseph är platt åt sydost, men åt nordväst är den kuperad.
Följande samhällen finns i Saint Joseph:
- Bathsheba

Omgivningarna runt Saint Joseph är en mosaik av jordbruksmark och naturlig växtlighet.